# Der Jazzsänger (1927)
Der Jazzsänger ist ein Filmdrama von Alan Crosland mit Al Jolson in der Hauptrolle aus dem Jahre 1927. Er gilt als der erste Tonfilm in Spielfilmqualität überhaupt, wurde ein großer kommerzieller Erfolg und ebnete so den Weg für den Tonfilm. Das Drama wurde von dem Filmstudio Warner Bros. produziert.

## Handlung
Der Film handelt vom Aufstieg des armen jüdischen Sängers Jakie Rabinowitz zum gefeierten Broadway-Star und vom Konflikt zwischen Tradition und Moderne beziehungsweise vom Bruch zwischen Vater und Sohn, da der Vater des „Jazz Singers“ seinen Sohn lieber als Kantor in der Synagoge gesehen hätte. Die Handlung hat damit – zufälligerweise – einen biografischen Bezug zum Hauptdarsteller Al Jolson, der tatsächlich Sohn eines Synagogenkantors war. Auch der berühmte Kantor Jossele Rosenblatt trat in einer Gastrolle mit einem jiddischen Lied im Film auf.

## Entstehungsgeschichte
Anders als der Titel vermuten lässt, wurde in dem Film relativ wenig gesungen (Jolson singt Toot Toot Tootsie, Dirty Hands Dirty Face, Blue Skies und zweimal das Lied Mammy), dennoch gilt der Streifen auch als das erste Film-Musical. Der Film verhalf der damaligen Neuerung Tonfilm, wie in dem Musical Singin’ in the Rain (Du sollst mein Glücksstern sein) (1952) dargestellt, zum Durchbruch, ist aber in weiten Teilen noch ein Stummfilm mit der dafür typischen Gestik und Mimik und eingeblendeten Zwischentiteln. Dabei ist er im Nadeltonverfahren Vitaphone gefertigt. Der Lichtton sollte sich spätestens zu Beginn der 1930er Jahre durchsetzen. Der Jazzsänger war auch nicht der erste Tonfilm, wie oftmals behauptet wird – bereits vorher wurde zum Beispiel in Kurzfilmen mit dem Ton experimentiert; aber es war der Film, der den Tonfilm der breiten Masse bekannt machte und innerhalb kürzester Zeit für das Ende des Stummfilmes sorgte.
Die Monologe und Dialoge waren improvisiert. Warner Brothers hatten nur beabsichtigt, einen Film zu drehen, in dem Musik und Gesang synchronisiert wurden, wodurch kein Dialogmanuskript notwendig war. So erklärt sich auch der Inhalt des ersten Monolog Jolsons: „Wait a minute, wait a minute! You ain’t heard nothin’ yet! Do you wanna hear ‚Toot-toot-tootsie‘?“ – eine seiner berühmtesten Wendungen, die er auch bei seinen üblichen Bühnenauftritten präsentierte. Die einzige weitere – und eigentlich unbeabsichtigte – Sprachsequenz war mit zumindest 354 Wörtern deutlich länger und spielt sich zwischen Jolson (340), Eugenie Besserer (13) und schließlich Warner Oland ab, der sogar nur ein einziges Wort sagen durfte – und zwar bezeichnenderweise „Stop“. Geplant war ursprünglich nicht, dass Al Jolson seinen Singpart zwecks eines Dialogs unterbricht. Das und der große kommerzielle Erfolg führten dazu, dass die Ära des Stummfilms nach The Jazz Singer sowie die zweite große Ära der Pantomime innerhalb weniger Jahre zu Ende ging.
Jolson hat mit The Jazz Singer letztlich etwa 750 000 US-Dollar verdient. Sam Warner, der bei Warner Brothers sich am stärksten für die neue Technik eingesetzt hatte, starb am Tag vor der Welturaufführung und konnte so den Durchbruch des Tonfilms, den er maßgeblich gegen erhebliche Widerstände in der Familie und der Branche durchgesetzt hatte, nicht mehr erleben.

### Erstaufführungen
Der Film war in vielen Ländern der erste abendfüllende Tonfilm überhaupt. In den Vereinigten Staaten fand die Erstaufführung am 6. Oktober 1927 statt. In Österreich premierte er als solcher am 21. Januar 1929 im Wiener Central Kino.

## Kritiken
„Unzweifelhaft das Beste, was Vitaphone jemals auf die Filmleinwand gebracht hat. Die Kombination aus religiöser herzergreifender Geschichte […] und Jolsons Gesang ‚Kol Nidre‘ in einer Synagoge während sein Vater stirbt und zwei ‚Mammy‘-Schlagertexte als seine Mutter während seines Auftritts im Theater erscheint und später, als sie in der ersten Reihe sitzt, übertragen Kraft und Anklang in Hülle und Fülle.“

„‚Der Jazzsänger‘ ist mehr als nur der erste Tonfilm. Man könnte ihn durchaus als typisches Beispiel für die damalige Wandlung jüdischen Lebens in den USA betrachten: die Öffnung zu einem weniger strengen religiösen Dogma und die Eingliederung der Juden in die amerikanische Gesellschaft im Allgemeinen und die Hollywood-Filmindustrie im Besonderen.“

Das Lexikon des internationalen Films nennt den Film wegen der technischen Weiterentwicklung „eine Revolution für die Filmtechnik und -ästhetik“.

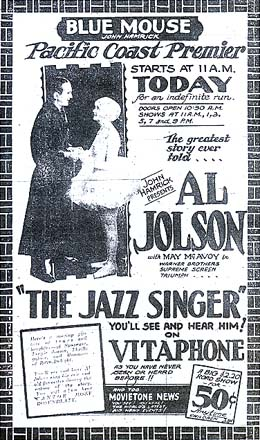
Werbeplakat in den USA für den Film

## Auszeichnungen
Alfred A. Cohn war bei der Oscarverleihung 1929 (Offizielle Zählung 1928/1929) in der Kategorie Bestes adaptiertes Drehbuch nominiert, musste sich aber Benjamin Glazer (Im siebten Himmel) geschlagen geben. Das Werk wurde jedoch als erster Tonfilm mit einem Ehren-Oscar prämiert.
1996 wurde Der Jazzsänger in das National Film Registry aufgenommen, ein Verzeichnis US-amerikanischer Filme, die als besonders erhaltenswert angesehen werden.

## Neuverfilmungen
1952 gab es eine (unbedeutende) Neuverfilmung mit Danny Thomas und Peggy Lee. 1980 folgte ein weiteres Remake mit Neil Diamond, Oscar-Preisträger Laurence Olivier sowie Luzie Arnaz. Der Film war kommerziell wenig erfolgreich und wurde auch von der Kritik verrissen. Der gleichnamige Soundtrack von Neil Diamond (Song-Highlights: America, Hello Again und Love on the Rocks) schaffte es allerdings in die Top Ten und erreichte 1981 Platz 1 der Billboard Charts.